# FN (motorfiets)
FN is een Belgische wapenfabriek die ook bekend werd door de productie van motorfietsen, die in de jaren dertig in Duitsland onder de naam BAM werden verkocht.
De bedrijfsnaam was Fabrique Nationale d’Armes de Guerre S.A., Herstal. Er werden motorfietsen geproduceerd van 1901 tot 1959.

## Voorgeschiedenis
FN werd opgericht in 1889. In 1898 bouwde men er een fiets met asaandrijving en in 1900 een grotendeels houten auto. In 1896 waren er al proeven gedaan met driewielers die leken op de De Dion-Bouton en werden aangedreven met een petroleummotor.

## FN Motorfietsen
In 1901 verscheen de eerste motorfiets, het “ezeltje”. Dit kwam doordat de regionale vertegenwoordiger voor FN-fietsen Joseph Houard 100 gemotoriseerde fietsen bestelde. Hij had hiervoor zelf het initiatief genomen door een Frans motortje in een FN-fietsframe te monteren. Men bouwde eerst 133cc-, 1¼pk-viertaktblokjes met een snuffel-inlaatklep die door autoconstructeur De Cosmo waren ontworpen en in 1904 verder ontwikkeld werden. Deze eerste motorfiets kreeg de bijnaam "Het Ezeltje".
Hierna werden eencilinders van 188, 225 en 286 cc gebouwd, maar al snel werd FN bekend om haar viercilinders (de eerste viercilinder in massaproductie was de 362cc-FN uit 1905, ontworpen door ingenieur Clarus, Paul Kelecom en tekenaar Edmond Couturier).
Toen in 1905 Paul Kelecom in dienst kwam ontwikkelde hij de viercilinder verder. Vanaf 1906 evolueerde de viercilinder naar een steeds grotere cilinderinhoud, tot 750 cc in 1913. Tijdens de Eerste Wereldoorlog werd de fabriek door de Duitsers bezet en de productie werd stilgezet. De viercilinders bleven tot 1926 in productie. Eerst hadden de machines asaandrijving, maar in 1923 schakelde men over op een ketting vanwege de lagere kosten.
Tussen 1901 en 1910 werden de FN-motorblokken als inbouwmotor verkocht aan onder andere aan de Britse merken Bowden, James, Montgomery, Diamond in Wolverhampton en Whippet.
Intussen bouwde FN naast viercilinders ook nog steeds eencilinders. De beurskrach van 1929 kwam ook bij FN hard aan: de productie van motorfietsen zakte van 15.000 in 1929 naar 1.500 in 1935.
Tijdens de Tweede Wereldoorlog werd de fabriek onmiddellijk bezet door de Duitsers. FN was immers in eerste instantie een wapenfabriek. De productie van motorfietsen werd gestaakt en alle belangrijke functies in het bedrijf werden door Duitsers bezet.
Na 1945 kwam de XIII-serie uit, die bestond uit een 450cc-zijklepper, een 250 cc met tuimelaars, een 350cc-zijklepper en een 350 cc met tuimelaars. Deze serie bleef in productie tot 1958. In 1953 bouwde men een 175cc-tweetakt volgens het Küchen-systeem (een dubbelzuigermotor).
In 1954 maakte men afspraken met Saroléa over gezamenlijke ontwikkeling van modellen en men past korte tijd badge-engineering toe. Na protesten van klanten stopte men hier in 1956 weer mee.
In 1955 was ook Gillet met FN en Saroléa gaan samenwerken. Men bouwde intussen alleen nog tweetakten, onder andere met ILO-motor. Vanaf 1955 werden nog Royal Nord-bromfietsen in licentie gebouwd, maar de eigen modellenlijn werd langzaam maar zeker afgebouwd. Voor wat motorfietsen betreft was het in 1967 afgelopen.

### FN legermotoren
Al ver vóór de Eerste Wereldoorlog bestond er interesse van het Belgische leger in motorfietsen. Ze werden ook wel aangekocht, maar dit waren geen aangepaste motorfietsen voor militair gebruik. Ook het Russische leger kocht in 1913 een 20-tal "normale" FN-motorfietsen aan. Ook in de jaren na de Eerste Wereldoorlog werden FN-motorfietsen aan het leger verkocht, maar pas in 1935 was er sprake van een "legermodel", de M86M, waarvoor de FN M86 als basis diende. Een aantal van deze machines werden - voorzien van een zijspan - geleverd aan het Chinese leger. Uiteindelijk werden deze machines, die slechts licht aangepast waren, aan twaalf landen geleverd. Toen de dreiging van de Tweede Wereldoorlog groter werd, ontwikkelde FN op basis van de 1000cc-M12 de 1000SM zijspancombinatie met zijklep-boxermotor. De militaire solo-versie ging FN 12SM heten. Heel bijzonder (of bizar?) was de FN 1000 Tricar, eveneens voorzien van deze boxermotor. Een prototype met kopklepmotor haalde de productie niet. Van deze Tricar werd na de oorlog een burgerversie op de markt gebracht, die echter vrijwel onverkoopbaar bleek. Na 1945 werd van de 450cc-M13 een militaire versie aan het Belgische leger geleverd. De driewielers waren bij FN echter nog niet vergeten: in 1960 werd een opvouwbare lichtgewicht tricar voor de Belgische luchtmacht ontwikkeld. Deze AS24 werd echter aangedreven door een 250cc-ILO-tweetaktblok.

### FN wedstrijdmotoren

#### Racemotoren (1908 - 1939)
In 1908 namen twee FN viercilinders deel aan de TT op Man, waarbij een derde plaats werd behaald, maar pas in de vroege jaren twintig ontstond onder leiding van Paul Kelecom een echte race-afdeling. Kelecom ontwikkelde een eencilinder met bovenliggende nokkenas en koningsas-aandrijving. De 350cc-M60 (vanaf 1923) en de 500cc-M67 (vanaf ca. 1927) stonden ook aan de basis van race-modellen. Lange afstandsraces (betrouwbaarheidsritten) werden gereden met FN-viercilinders.
In 1930 trok FN Dougal Marchant, een van de beste race-ingenieurs, en Wal Handley, een topcoureur, aan. Na een jaar werden de contracten alweer beëindigd: dit project was een fiasco geworden. Handley's machine arriveerde niet bij de TT van Man van 1930, die Handley toch won met een geleende Rudge Ulster. Het aantrekken van ingenieur Henri van Hout in 1932 was echter zeer succesvol. Er werden vele races gewonnen en onder anderen René Milhoux zorgde dat er diverse snelheidsrecords werden gebroken. Pol Demeuter won in 1934 de 500cc-TT van Assen. Het verongelukken van Demeuter en Erik Haps tijdens de race in Chemnitz was een (te) grote slag voor FN. Op nationaal niveau deed FN, onder andere met Milhoux, goede zaken, maar internationaal kon men niet meer meekomen, ook niet met de racemotoren die op basis van de M86 werden gebouwd. Daarom ontwikkelde van Hout de 500cc-tweecilinder M14 met compressor. Deze bijzondere motorfiets had één carter, maar daarboven stonden feitelijk twee eencilinders, met afzonderlijk cilinders maar ook aparte cilinderkoppen. Vanaf 1938 werd deze motor van achtervering voorzien. Van 1937 tot 1939 werd de M14 ingezet door René Milhoux, Ginger Wood en Ted Mellors, die echter veel mechanische problemen ondervonden. Milhoux vestigde nog wel een zijspan-snelheidsrecord. De oorlogsinspanningen aan het eind van de jaren dertig stonden ontwikkeling van de snelheidsmachines in de weg.

#### Terreinmotoren (1945-1958)
Na de Tweede Wereldoorlog ontwikkelde men bij FN meer belangstelling voor de motocross. Op basis van de vooroorlogse M11 en M15-modellen werden snelle blokken ontwikkeld die sporadisch ook in de (zijspan)-wegrace werden ingezet. De crossmachines waren (te) zwaar gebouwd en hadden een getrokken schommelvoorvork met rubbervering voor en achter. Al snel zag men zich gedwongen lichtere frames te monteren en ook werden Norton-telescoopvorken ingebouwd. Nu kwamen de successen wel: Victor Leloup werd Europees kampioen in 1951 en René Baeten zelfs wereldkampioen in 1958. Verder ontwikkelde FN een 175cc-trialmotor op basis van de M22, die een tweecilinder Küchen-tweetaktmotor had. De cilinderinhoud moest echter reglementair teruggebracht worden, waarschijnlijk omdat het Küchen-blokje niet voor wedstrijdgebruik was gemaakt en daardoor enkele tienden cc's te veel had.

## BAM motorfietsen
Tijdens de crisisjaren dertig ging men tweetakten maken. Vanaf 1933 heette FN in Duitsland om politieke redenen BAM (Berliner-Aachener Motorenwerke A.G.) Tijdens het 'Derde Rijk' was het vrijwel onmogelijk motorfietsen naar Duitsland te exporteren, zeker voor een buitenlandse wapenfabriek als FN! Daarom gaf de Akense FN-importeur zijn naam aan de FN motorfietsen, die nu dus officieel 'Duits' waren. In werkelijkheid waren het gewone 198cc-tweetakt- en 346cc- en 497cc-viertaktmachines van FN.

## FN Auto's
In 1900 begon FN met de productie van auto's. Naast elegante limousines maakte het ook sportwagens. Tot de Eerste Wereldoorlog kon F.N. uitstekend mee met de concurrentie, maar men miste de slag daarna. Men besloot zich op motorfietsen en wapens te concentreren.

## FN tijdlijn
- 1889: Uit de groep Fabricants d'Armes Réunis (opgericht in 1886) ontstaat de Fabrique Nationale d'Armes de Guerre
- 1892: Eerste FN-geweren (in licentie geproduceerde Mausers) worden geleverd aan het Belgische leger
- 1896: Proeven met driewielige voertuigen met petroleummotor
- 1900: Experimenten met elektrisch aangedreven voertuigen en eerste auto
- 1901: Eerste (133cc-)motorfiets: Het "ezeltje"
- 1903: Cilinderinhoud wordt op 188 cc gebracht
- 1904: Cilinderinhoud wordt op 300 cc gebracht
- 1905: Presentatie van de 362cc-viercilinder
- 1906: Viercilinder wordt op 410 cc gebracht
- 1907: Presentatie nieuwe 224cc-eencilinder
- 1909: Eencilinder krijgt een koppeling, twee versnellingen en 247 cc
- 1910: Viercilinder wordt op 492 cc gebracht
- 1912: Eencilinder wordt op 285 cc gebracht
- 1913: kickstarter en koppeling op de viercilinder, presentatie van het "model 700", een 750cc-viercilinder
- 1914 - 1918: Fabriek bezet door de Duitsers en productie stopgezet
- 1923: Presentatie van de 350cc-M60-eencilinder met kopklepmotor en de 750cc-M50-viercilinder. De M50 krijgt gestuurde inlaatkleppen, maar het blijft een kop/zijklepmotor. Aandrijving door een ketting.
- 1926: Einde productie viercilinders
- 1927: Presentatie van de 350cc-M70-eencilinder met zijklepmotor
- 1929: Beurskrach, productie loopt sterk terug
- 1930: Modellenlijn kent drie types: M60, M70, M67 (500 cc met kopklepmotor)
- 1931: Presentatie van de M90, een 500 cc met zijklepmotor
- 1932: Presentatie eerste (200cc-)tweetakt, ingenieur Henri van Hout aangeworven
- 1933: Door samenwerking met de Duitse importeur ontstaat Berlin-Aachener Motorenwerke. Tot 1937 worden FN-machines in Duitsland onder de naam "BAM" verkocht.
- 1934: Presentatie van de M86, een 500 cc met kopklepmotor, er komt ook een 600cc-versie voor zijspangebruik. Introductie van het draaibare gashendel op alle modellen. De M14 (een racemachine met twee cilinders) wordt ontwikkeld.
- 1936: Er wordt gewerkt aan terreinmotoren, de M70 wordt opgewaardeerd (onder andere met voetschakeling) en wordt de M71
- 1937: M86 Spéciale 500 productieracer kom op de markt. Presentatie van de M11, leverbaar als 350cc-kopklepper en 500cc- en 600cc-zijklepper. Tevens presentatie van de 1000cc-M12 (voor zijspangebruik) met boxermotor en asaandrijving, vier versnellingen vooruit, één achteruit en een tussenbak waardoor in feite acht versnellingen beschikbaar zijn. Verbetering van de crossmotoren. Einde samenwerking met BAM.
- 1939: FN, Gillet en Saroléa werken samen aan legermaterieel. FN ontwikkeld op basis van de M12 een militaire tricar. Deze biedt plaats aan 5 personen of 550 kg aan lading.
- 1940 - 1945: Fabriek opnieuw bezet door de Duitsers en productie van motorfietsen opgeschort
- 1946: Presentatie van de M13, aanvankelijk met 448cc-zijklepmotor, later met 250cc-kopklepmotor
- 1947: Presentatie 350cc-versie van de M13
- 1948: M13 wordt met een Précision-zijspan geleverd
- 1950: Presentatie 500cc-kopklepversie van de M13
- 1952: Presentatie M20-500cc-tweecilinder, die niet in productie gaat
- 1953: Presentatie van de M22, met een 175cc-Küchen-tweetaktmotor
- 1954: Tweede prototype van de M20, die weer niet in productie gaat. Samenwerking (badge-engineering) met Saroléa: motorfietsen van beide fabrieken krijgen elkaars logo op de tank.
- 1955: Productie van Royal Nord bromfietsen in licentie, presentatie van een 250cc-model met ILO-motor, dat (net als de Küchen-versie) de aanduiding M22 krijgt. Tevens productie van 175cc- en 250cc-FN-modellen door Saroléa in licentie.
- 1957: Einde van de productie van een aantal versies van de M22. Presentatie van de Super Sport bromfiets.
- 1958: Einde van de productie van de M13-serie
- 1959: De modellenlijn wordt verder beperkt: Alleen de M22 in 175cc- en 250cc-uitvoering zijn leverbaar, naast een aantal bromfietsen
- 1961: Presentatie 75cc-model
- 1962: Einde van de 175cc-M22, presentatie van de FN Rocket sportbromfiets
- 1962 - 1967: Er worden nog diverse lichte tweetaktmodellen geproduceerd
- 1967: Einde van FN als fabrikant van motorfietsen en bromfietsen

## Spot- en bijnamen
- Het ezeltje: de eerste FN motorfiets, de 133 cc 1,25 pk uit 1901 (omdat de motor zo hoog gebouwd was)
- Moulin Rouge: FN M70 uit 1927 (vanwege het grote, rode buitenliggende vliegwiel)
- The car on two wheels: De FN viercilinder uit 1905